# Pistillachitina
Genre
Synonymes
Pistallachitina
Pistillachitina est un genre éteint de chitinozoaires de la sous-famille des Conochitininae (famille des Conochitinidae).

## Liste des espèces
Selon fossiilid.info (site visité le 29 mars 2022), le genre comprend les espèces suivantes :
- †Pistillachitina elegans (Eisenack, 1931)
- †Pistillachitina pistillifrons (Eisenack, 1939)

## Publication originale
- Philippe Taugourdeau (d), « Les Chitinozoaires : techniques d'études, morphologie et classification », Société géologique de France no 104 (N. S. 45), 1966, page 41.